# Castelo Barnes

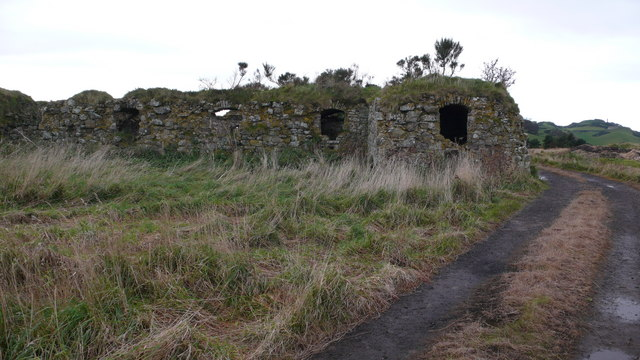
Castelo Barnes, Escócia.

O Castelo Barnes (em língua inglesa Barnes Castle) é um castelo inacabado localizado em  East Lothian, Escócia.
O castelo foi protegido na categoria B do listed building, em 5 de fevereiro de 1971.